# 聖馬丁斯 (密蘇里州)
聖馬丁斯（英語：St. Martins）是位於美國密蘇里州科爾縣的城市。

## 人口
根據2020年美國人口普查的數據，聖馬丁斯的面積為5.01平方千米，皆為陸地。當地共有人口1191人，而人口密度為每平方千米238人。